# Terapia di reidratazione orale
La terapia di reidratazione orale (ORT) è un tipo di sostituzione dei liquidi utilizzato per prevenire e trattare la disidratazione, soprattutto quella dovuta alla diarrea. Consiste nel bere acqua contenente modeste quantità di zucchero e sali, in particolare sodio e potassio. La terapia di reidratazione orale può essere somministrata anche tramite sondino nasogastrico. Si stima che l'uso della terapia di reidratazione orale riduca il rischio di morte per diarrea fino al 93%.
Gli effetti collaterali possono includere: vomito, livelli elevati di sodio nel sangue o livelli elevati di potassio nel sangue. In caso di vomito, si consiglia di sospendere la terapia per 10 minuti e di riprenderla gradualmente. La formulazione raccomandata comprende cloruro di sodio, citrato di sodio, cloruro di potassio e glucosio. Il glucosio può essere sostituito dal saccarosio e il citrato di sodio può essere sostituito dal bicarbonato di sodio, se non disponibile. Il glucosio aumenta l'assorbimento di sodio e quindi di acqua da parte dell'intestino. Sono disponibili anche numerose altre formulazioni, tra cui quelle che possono essere realizzate in casa. Tuttavia, l’uso di soluzioni fatte in casa non è stato studiato approfonditamente.
La terapia di reidratazione orale è stata sviluppata negli anni quaranta, ma è diventata di uso comune solo negli anni settanta. Questa terapia è annoverata nell'elenco dei farmaci essenziali dell'Organizzazione mondiale della sanità. Nei paesi in via di sviluppo il costo all'ingrosso di una confezione da mescolare con un litro d'acqua nel 2014 variava da 0,03 a 0,20 USD. Nel 2015 la terapia di reidratazione orale è stata utilizzata a livello globale dal 41% dei bambini con diarrea. Questo utilizzo ha rivestito un ruolo importante nel ridurre il numero di decessi tra i bambini di età inferiore ai cinque anni.